# Desmodium subspicatum
Desmodium subspicatum är en ärtväxtart som beskrevs av Sereno Watson. Desmodium subspicatum ingår i släktet Desmodium och familjen ärtväxter. Inga underarter finns listade i Catalogue of Life.